# Nazionale maschile di rugby a 15 di Vanuatu
La nazionale di rugby XV di Vanuatu rappresenta Vanuatu nel rugby a 15 in ambito internazionale, dove è inclusa fra le formazioni di terzo livello.